# Bundeswettbewerb Fremdsprachen
Der Bundeswettbewerb Fremdsprachen ist ein bundesweiter Wettbewerb in Deutschland für Schüler der Klassen 6 bis 13 sowie Auszubildende. Er besteht aus mehreren Teilwettbewerben; derzeit (2019) gibt es die Kategorien SOLO (Klasse 8 bis 10), SOLO PLUS (ab Klasse 10), TEAM (Gruppen aus den Jahrgangsstufen 6 bis 10) und TEAM BERUF (Auszubildende in der beruflichen Erstausbildung und Schüler beruflicher Schulen).

## Sprachen
In der Kategorie Solo sind Englisch, Französisch, Dänisch, Italienisch, Latein, Russisch, Spanisch und Altgriechisch als Fremdsprachen zugelassen, von denen eine auszuwählen ist. Von den Landesbeauftragten werden mehrere Teilnehmer für das Sprachturnier vorgeschlagen. Beim Landeswettbewerb werden Geldpreise vergeben, beim Sprachenturnier Geld- und Sachpreise sowie Sprachreisen.
In der Kategorie Solo Plus sind zwei Sprachen zu wählen. Als erste Sprachen sind Englisch, Französisch, Italienisch, Latein, Russisch, Spanisch und Altgriechisch zugelassen und als zweite Sprachen sind neben den bereits genannten Sprachen auch Chinesisch, Dänisch, Japanisch, Niederländisch, Polnisch, Portugiesisch, Tschechisch und Türkisch erlaubt. Diese Wettbewerbskategorie ist in insgesamt drei Stufen gegliedert. In der dritten Runde können noch eine dritte und vierte Sprache hinzugenommen werden. Der Hauptpreis der dritten Stufe ist die Aufnahme in die Studienstiftung des deutschen Volkes.
In der Kategorie Team Schule (drei bis maximal zehn Teilnehmer der Klassen 6 – 10) können die Teilnehmer mit allen Fremdsprachen teilnehmen, die in Deutschland unterrichtet werden, also auch Latein und Altgriechisch. Als Preise werden auf Landesebene Geld- und Sachpreise vergeben. Die Landesbeauftragten laden zudem die besten Teams aller Länder zum Sprachenfest ein, wo sie nochmals gegeneinander antreten.
In der Kategorie Team Beruf für Auszubildende in der beruflichen Erstausbildung und Schüler beruflicher Schulen (bis 27 Jahre) können die Sprachen frei gewählt werden. Teilnehmen können Teams mit zwei bis acht Mitgliedern. In dieser Kategorie kann das Thema frei gewählt werden, es muss sich allerdings klar auf die Berufswelt beziehen. Es werden Geldpreise vergeben, außerdem treten die besten Teams der Länder in einer zweiten Runde, dem Azubiturnier, gegeneinander an.
Ausgeschlossen sind Sprachen, die entweder im Haushalt gesprochen oder durch einen längeren Aufenthalt im Ausland erlernt wurden, ferner alle Plansprachen.

## Organisation, Finanzierung, Schirmherr
Der Wettbewerb wurde 1979 vom Stifterverband für die Deutsche Wissenschaft gegründet und wird jetzt von der Initiative Bildung & Begabung ausgerichtet. Er wird vom Bundesministerium für Bildung und Forschung sowie vom Stifterverband finanziert. Schirmherr von Bildung & Begabung ist der Bundespräsident. Bernhard Sicking ist aktueller Geschäftsführer der Bonner Geschäftsstelle.

## Rechtliches
Mit der Abgabe der Arbeiten geht das Eigentum an den Arbeiten an die Bildung & Begabung gGmbH als dem Rechtsträger des Wettbewerbs über.